# IBox
iBox是一个总部位于中华人民共和国海南省的非同质化代币发行和交易平台。于2021年5月成立。

## 历史
2021年5月，iBox正式创办。其简介宣称“是一家数字藏品的电商平台”。但多被外界称为是NFT交易平台。
2022年5月13日，iBox暂停了2003年1月1日后出生用户及60岁以上用户的购买功能。
2022年8月25日，iBox国际版宣布停止运营。

## 争议与批评
2022年5月17日，因iBox平台上数字藏品价格大幅度下跌，iBox冲上微博热搜前十，引发关注和争议。在此之前，ibox曾支持中国互联网金融协会、中国银行业协会、中国证券业协会联合发布的《关于防范NFT相关金融风险的倡议》，该倡议认为，NFT作为一项区块链技术创新应用，在丰富数字经济模式、促进文创产业发展等方面显现出一定的潜在价值，但同时也存在炒作、洗钱、非法金融活动等风险隐患。北京商报等媒体发文对iBox将NFT金融化和平台存在的金融风险表示担忧。